# Godiéko
Godiéko est une localité du sud de la Côte d'Ivoire et appartenant au département de Lakota, Région du Sud-Bandama. La localité de Godiéko est un chef-lieu de commune.